# Eusebia y Carolina
Eusebia y Carolina es una localidad argentina ubicada en el departamento Castellanos de la provincia de Santa Fe. Se encuentra en el cruce de las rutas provinciales 12 y 22, 30 km al oeste de Sunchales. La comuna es una composición de las 2 colonias que componen el nombre, aunque solo la primera desarrolló un núcleo urbano.

## Población
Cuenta con 959 habitantes (Indec, 2010), lo que representa un descenso frente a los 977 habitantes (Indec, 2001) del censo anterior.
| Gráfica de evolución demográfica de Eusebia y Carolina entre 1991 y 2010 |
|                                                                          |
| Fuente: Censos nacionales del INDEC                                      |

## Historia
Eusebia fue fundada en 1899 por Desiderio Rosas, y Carolina el mismo año por Carlos Christiani. Dos años antes Desiderio Rosas había iniciado los trámites para aprobar el trazado de Colonia Eusebia en tierras de su pertenencia, llamándola Eusebia en homenaje a su esposa Eusebia de Rosas. En 1911 se habilitó la estación de ferrocarril Santa Eusebia, como se la conoce hasta hoy. Por esos años los hermanos Bossio también fundaron Pueblo Bossio en las cercanías. En 1915 la provincia cambió el nombre de Santa Eusebia a Eusebia, que con el tiempo aglutinó a Carolina y Pueblo Bossio.
En 2012 se volvió a habilitar el servicio de agua potable en la localidad.